# Marek Zúbek
Marek Zúbek (sinh ngày 5 tháng 8 năm 1975, Tiệp Khắc) là một cầu thủ bóng đá thi đấu cho Cộng hòa Séc.
Zúbek dành phần lớn sự nghiệp của mình tại Gambrinus liga cho 1. FC Brno. Năm 1996, ông giành giải Tài năng của Năm tại giải Cầu thủ bóng đá Séc của năm.